# Amata flavoanalis
Amata flavoanalis là một loài bướm đêm thuộc phân họ Arctiinae, họ Erebidae.